# Джон Гоукс (Тенісист)
Джон Гоукс (англ. John Hawkes; 7 червня 1899 — 31 травня 1990) — колишній австралійський тенісист.
Найвищу одиночну позицію світового рейтингу — 10 місце досяг 1928 року (за даними А. Волліса Маєрса).
Перемагав на турнірах Великого шолома в одиночному, парному та змішаному парному розрядах.
Завершив кар'єру 1932 року.

## Фінали турнірів Великого шолома

### Одиночний розряд: 2 (1–1)
| Результат | Рік  | Турнір                | Покриття | Суперник          | Рахунок                   |
| --------- | ---- | --------------------- | -------- | ----------------- | ------------------------- |
| Перемога  | 1926 | Чемпіонат Австралазії | Трава    | Джеймс Віллард    | 6–1, 6–3, 6–1             |
| Поразка   | 1927 | Чемпіонат Австралії   | Трава    | Джералд Паттерсон | 6–3, 4–6, 6–3, 16–18, 3–6 |

### Парний розряд: 7 (3–4)
| Результат | Рік  | Турнір                | Покриття | Партнер           | Суперники                             | Рахунок              |
| --------- | ---- | --------------------- | -------- | ----------------- | ------------------------------------- | -------------------- |
| Перемога  | 1922 | Чемпіонат Австралазії | Трава    | Джералд Паттерсон | Джеймс Андерсон Норман Піч            | 8–10, 6–0, 6–0, 7–5  |
| Поразка   | 1925 | Чемпіонат США         | Трава    | Джералд Паттерсон | Річард Норріс Вільямс Вінсент Річардс | 2–6, 10–8, 4–6, 9–11 |
| Перемога  | 1926 | Чемпіонат Австралазії | Трава    | Джералд Паттерсон | Джеймс Андерсон Пет О'Гара Вуд        | 6–1, 6–4, 6–2        |
| Перемога  | 1927 | Чемпіонат Австралії   | Трава    | Джералд Паттерсон | Пет О'Гара Вуд Ієн Мак-Іннесс         | 8–6, 6–2, 6–1        |
| Поразка   | 1928 | Вімблдонський турнір  | Трава    | Джералд Паттерсон | Жак Брюньйон Анрі Коше                | 11–13, 4–6, 4–6      |
| Поразка   | 1928 | Чемпіонат США         | Трава    | Джералд Паттерсон | Джон Ф. Геннессі Джордж Лот           | 2–6, 1–6, 2–6        |
| Поразка   | 1930 | Чемпіонат Австралії   | Трава    | Тім Фічетт        | Джек Кроуфорд Геррі Гопмен            | 6–8, 1–6, 6–2, 3–6   |

### Мікст: 7 (5–2)
| Результат | Рік  | Турнір                | Покриття | Партнер               | Суперники                       | Рахунок        |
| --------- | ---- | --------------------- | -------- | --------------------- | ------------------------------- | -------------- |
| Перемога  | 1922 | Чемпіонат Австралазії | Трава    | Есна Бойд             | Ґвен Атц Гаролд Ац              | 6–1, 6–1       |
| Поразка   | 1923 | Чемпіонат США         | Трава    | Кетлін Маккейн-Годфрі | Молла Маллорі Білл Тілден       | 3–6, 6–2, 8–10 |
| Перемога  | 1925 | Чемпіонат США         | Трава    | Кітті Маккейн         | Ермінтруд Гарві Вінсент Річардс | 6–2, 6–4       |
| Перемога  | 1926 | Чемпіонат Австралазії | Трава    | Есна Бойд             | Дафне Акгерст Джеймс Віллард    | 6–1, 6–4       |
| Перемога  | 1927 | Чемпіонат Австралії   | Трава    | Есна Бойд             | Юта Ентоні Джеймс Віллард       | 6–1, 6–3       |
| Поразка   | 1928 | Чемпіонат Австралії   | Трава    | Есна Бойд             | Дафне Акгерст Жан Боротра       | без гри        |
| Перемога  | 1928 | Чемпіонат США         | Трава    | Гелен Віллс           | Едіт Кросс Едґар Мун            | 6–1, 6–3       |